# Communes du canton de Genève

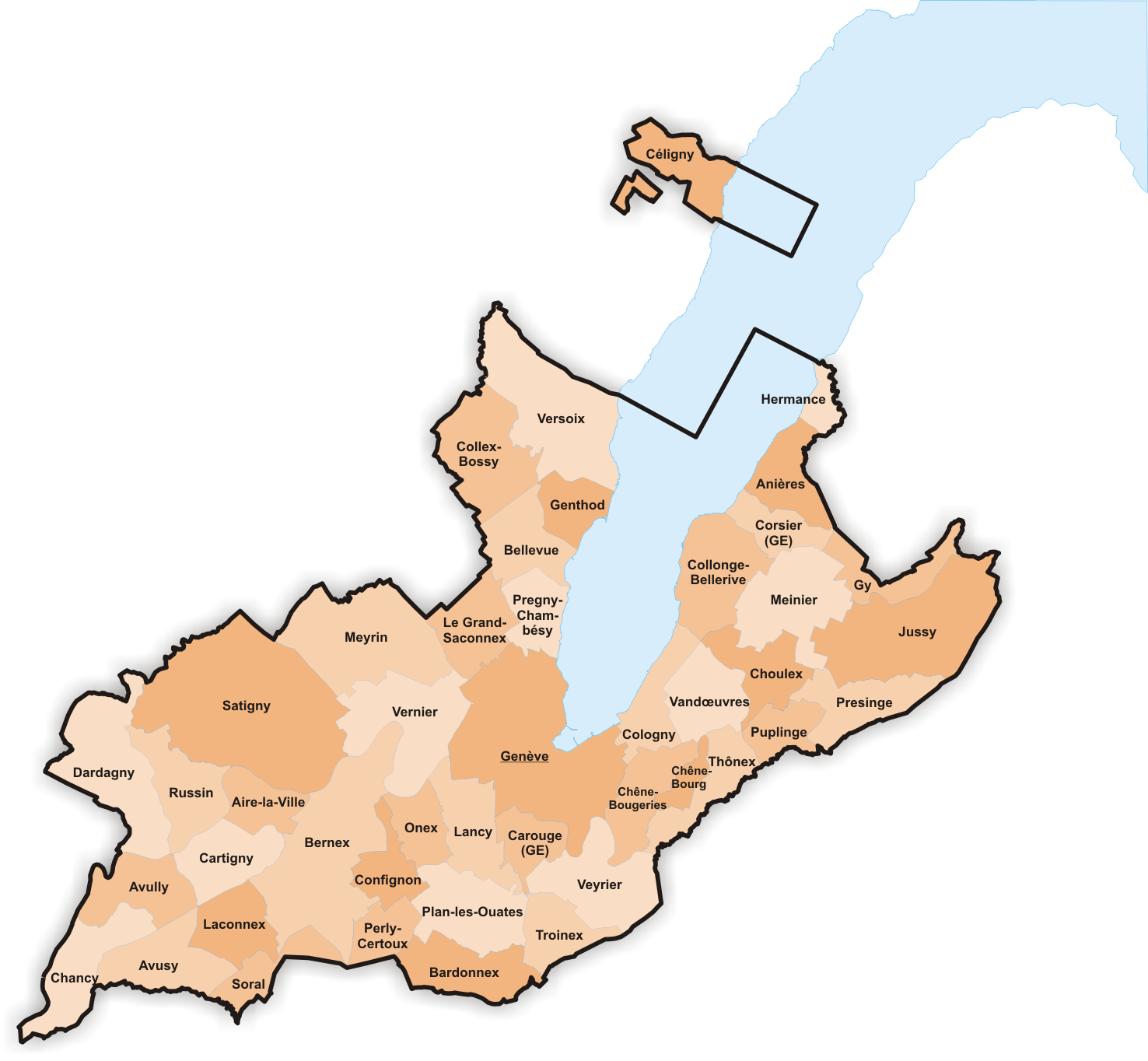
Carte du canton de Genève présentant sa division en communes en 2011.

Cet article présente une liste des communes du canton de Genève.

## Liste
Depuis 1931, le canton de Genève compte 45 communes, dont la ville de Genève est le chef-lieu. Il n'est pas divisé en districts.
Le canton s'étend également sur le Léman, sans que cette zone ne fasse partie d'aucune commune ; elle est comprise dans la liste à fins de comparaison.
| Nom                | N° OFS | Population (décembre 2022) | Superficie (km2) | Densité (hab./km2) |
| ------------------ | ------ | -------------------------- | ---------------- | ------------------ |
| Aire-la-Ville      | 6601   | +001 145,                  | +0002,93         | 391                |
| Anières            | 6602   | +002 417,                  | +0003,86         | 626                |
| Avully             | 6603   | +001 708,                  | +0004,61         | 370                |
| Avusy              | 6604   | +001 377,                  | +0005,19         | 265                |
| Bardonnex          | 6605   | +002 531,                  | +0005,           | 506                |
| Bellevue           | 6606   | +004 075,                  | +0004,35         | 937                |
| Bernex             | 6607   | +010 250,                  | +0012,95         | 792                |
| Carouge            | 6608   | +022 164,                  | +0002,7          | 8 209              |
| Cartigny           | 6609   | +001 021,                  | +0004,38         | 233                |
| Céligny            | 6610   | +000845,                   | +0004,65         | 182                |
| Chancy             | 6611   | +001 671,                  | +0005,36         | 312                |
| Chêne-Bougeries    | 6612   | +013 261,                  | +0004,13         | 3 211              |
| Chêne-Bourg        | 6613   | +008 836,                  | +0001,28         | 6 903              |
| Choulex            | 6614   | +001 222,                  | +0003,91         | 313                |
| Collex-Bossy       | 6615   | +001 727,                  | +0006,89         | 251                |
| Collonge-Bellerive | 6616   | +008 496,                  | +0006,12         | 1 388              |
| Cologny            | 6617   | +005 970,                  | +0003,67         | 1 627              |
| Confignon          | 6618   | +004 593,                  | +0002,77         | 1 658              |
| Corsier            | 6619   | +002 267,                  | +0002,74         | 827                |
| Dardagny           | 6620   | +001 799,                  | +0008,6          | 209                |
| Genève             | 6621   | +203 840,                  | +0015,93         | 12 796             |
| Genthod            | 6622   | +002 884,                  | +0002,87         | 1 005              |
| Gy                 | 6624   | +000499,                   | +0003,28         | 152                |
| Hermance           | 6625   | +001 189,                  | +0001,44         | 826                |
| Jussy              | 6626   | +001 193,                  | +0011,35         | 105                |
| Laconnex           | 6627   | +000703,                   | +0003,83         | 184                |
| Lancy              | 6628   | +034 656,                  | +0004,77         | 7 265              |
| Le Grand-Saconnex  | 6623   | +012 607,                  | +0004,38         | 2 878              |
| Meinier            | 6629   | +002 069,                  | +0006,96         | 297                |
| Meyrin             | 6630   | +026 517,                  | +0009,94         | 2 668              |
| Onex               | 6631   | +018 773,                  | +0002,82         | 6 657              |
| Perly-Certoux      | 6632   | +003 141,                  | +0002,53         | 1 242              |
| Plan-les-Ouates    | 6633   | +012 088,                  | +0005,86         | 2 063              |
| Pregny-Chambésy    | 6634   | +003 992,                  | +0003,24         | 1 232              |
| Presinge           | 6635   | +000737,                   | +0004,72         | 156                |
| Puplinge           | 6636   | +002 527,                  | +0002,66         | 950                |
| Russin             | 6637   | +000536,                   | +0004,91         | 109                |
| Satigny            | 6638   | +004 449,                  | +0018,92         | 235                |
| Soral              | 6639   | +000963,                   | +0002,95         | 326                |
| Thônex             | 6640   | +016 115,                  | +0003,84         | 4 197              |
| Troinex            | 6641   | +002 600,                  | +0003,42         | 760                |
| Vandœuvres         | 6642   | +002 851,                  | +0004,41         | 646                |
| Vernier            | 6643   | +036 572,                  | +0007,68         | 4 762              |
| Versoix            | 6644   | +013 337,                  | +0010,51         | 1 269              |
| Veyrier            | 6645   | +011 901,                  | +0006,5          | 1 831              |
| Partie du Léman    | 9760   | +00 0000,                  | +0036,67         | 0                  |
| Total              | Total  | +514 114,                  | +0282,48         | 1 820              |

Au nord-est, la commune de Céligny n'est pas contiguë avec le reste du territoire du canton ; elle est composée de deux fragments distincts, enclavés dans le canton de Vaud.

## Régions genevoises

### La Champagne
La Champagne comprend sept communes :
- Aire-la-Ville
- Avully
- Avusy
- Cartigny
- Chancy
- Laconnex
- Soral

### Le Mandement
Le Mandement désigne actuellement une région viticole importante composée des 3 communes :
- Dardagny
- Russin
- Satigny

### La campagne genevoise
D'après la définition de 1980, les communes suivantes font partie de la campagne genevoise :
- Avusy
- Cartigny
- Choulex
- Collex-Bossy
- Dardagny
- Gy
- Jussy
- Laconnex
- Meinier
- Presinge
- Russin
- Satigny
- Soral
- Troinex

## Historique

### Communes réunies

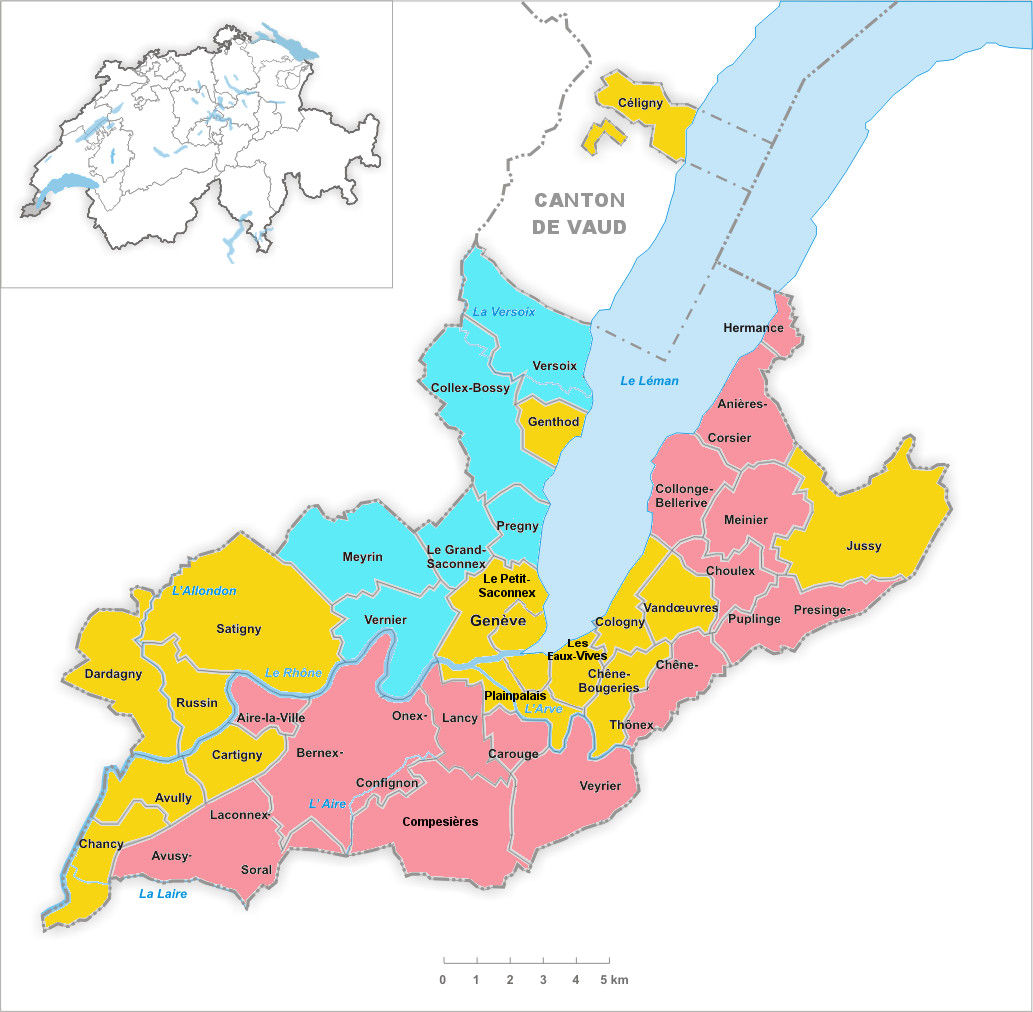
Communes réunies 1815-1816
Genève et ses anciens territoires
communes cédées par la France
communes cédées par la Savoie

Ce terme désigne les territoires cédés à Genève par la France dans le pays de Gex en 1815 et par la Savoie en 1816. Le territoire genevois était jusqu'alors morcelé. Le nouveau canton rejoint ainsi la Confédération Suisse avec un territoire d'un seul tenant et rattaché physiquement à la Suisse. La zone franche du pays de Gex est créée en 1815, puis en 1816 la zone sarde comprenant Saint-Julien-en-Genevois, le Salève et Annemasse. Les lignes des douanes sont alors reculées pour garantir la libre circulation des denrées entre Genève et ces zones franches, principalement des denrées agricoles à destination de Genève.
Communes réunies à la suite du second traité de Paris, le 20 novembre 1815 :
- Collex-Bossy (dont Bellevue)
- Le Grand-Saconnex
- Meyrin
- Pregny
- Vernier
- Versoix

Communes réunies à la suite du traité de Turin, le 16 mars 1816 :
- Aire-la-Ville
- Avusy-Laconnex-Soral
- Carouge
- Chêne-Thônex
- Choulex
- Collonge-Bellerive
- Compesières, dont Bardonnex, Perly-Certoux et Plan-les-Ouates
- Corsier, dont Anières
- Hermance
- Lancy
- Meinier
- Bernex-Onex-Confignon
- Presinge, dont Puplinge
- Veyrier, dont Troinex

### Scission de communes
À la suite de la formation du canton de Genève et du découpage initial du territoire des scissions de communes se sont produites au milieu du XIXe siècle, le tableau ci-dessous dresse la liste de ces scissions.
| Entrée en vigueur (date) | Ancienne commune      | Nouvelles communes           |
| ------------------------ | --------------------- | ---------------------------- |
| 1817                     | Veyrier               | Veyrier et Troinex           |
| 1821                     | Compesières           | Compesières et Perly-Certoux |
| 1847                     | Avusy                 | Avusy et Laconnex-Soral      |
| 1850                     | Laconnex-Soral        | Laconnex et Soral            |
| 1850                     | Jussy                 | Gy et Jussy                  |
| 1850                     | Presinge              | Presinge et Puplinge         |
| 1851                     | Compesières           | Bardonnex, Plan-les-Ouates   |
| 1851                     | Bernex-Onex-Confignon | Bernex, Confignon et Onex    |
| 1er juillet 1855         | Collex-Bossy          | Bellevue et Collex-Bossy     |
| 1858                     | Corsier               | Anières et Corsier           |
| 1869                     | Chêne-Thônex          | Chêne-Bourg et Thônex        |

### Fusions de communes
Depuis la création du canton, une seule fusion de communes a eu lieu, en 1931.
| Entrée en vigueur (date) | Anciennes communes                                        | Nouvelles communes |
| ------------------------ | --------------------------------------------------------- | ------------------ |
| 1er janvier 1931         | Genève + Le Petit-Saconnex + Les Eaux-Vives + Plainpalais | Genève             |

### Religions
Historiquement, 29 communes sont catholiques :
- Aire-la-Ville
- Avusy
- Bardonnex
- Bellevue
- Bernex
- Carouge
- Choulex
- Collex-Bossy
- Collonge-Bellerive
- Confignon
- Corsier
- Hermance
- Saconnex
- Lancy
- Le Grand-Saconnex
- Meinier
- Meyrin
- Onex
- Perly-Certoux
- Plan-les-Ouates
- Pregny-Chambésy
- Presinge
- Puplinge
- Soral
- Thônex
- Troinex
- Vernier
- Versoix
- Veyrier

et 16 communes sont protestantes :
- Anières
- Avully
- Cartigny
- Céligny
- Chancy
- Chêne-Bougeries
- Chêne-Bourg
- Cologny
- Dardagny
- Genève
- Genthod
- Gy
- Jussy
- Russin
- Satigny
- Vandœuvres

Il est à noter que, généralement, les communes catholiques sont des communes faisant partie des « communes réunies » .
Bien que ces communes soient historiquement catholiques ou protestantes, aujourd'hui certaines accueillent, sur leur territoire, les deux religions (ou encore d'autres religions telles que orthodoxes, musulmans et juifs).